# Harris Hill (Antarktika)
Der Harris Hill ist ein 900 m hoher Hügel im ostantarktischen Viktorialand. Am südwestlichen Ausläufer der Stratton Hills ragt er am Kopfende des Overflow-Gletschers oberhalb des unmittelbar nördlich gelegenen Ferrar-Gletschers auf. 
Das Advisory Committee on Antarctic Names benannte ihn 1992 nach dem US-amerikanischen Kartographen William M. Harris, der unter anderem die Mannschaft des United States Geological Survey zur Erkundung der Royal Society Range zwischen 1983 und 1984 geleitet hatte.